# Ukwuani-aboh-ndoni
Die Sprache Ukwuani-aboh-ndoni (ISO 639-3: ukw) ist eine von sechs Igbo-Sprachen aus der Sprachgruppe der igboiden Sprachen, die von insgesamt 150.000 Personen von der Volksgruppe gleichen Namens in den nigerianischen Bundesstaaten Delta und Rivers gesprochen wird. Sie wird auch von anderen Andonia-Völkern gesprochen.
Die Sprache hat drei Dialekte, nach denen sie benannt ist, diese sind: ukwuani (ukwani, ukwali, kwale), abo (aboh, eboh) und ndoni.